# Gérard Dédéyan
Gérard Dédéyan (Nantes, Francia, 4 de febrero de 1942) es un profesor francés de historia medieval de la Universidad Paul Valéry de Montpellier, miembro de la Academia Nacional de Ciencias de la República de Armenia. y miembro asociado del Collège de France. Estudió armenio antiguo (Krapar) y moderno (Achkharhapar) con el profesor con Frédéric-Armand Feydit.
En 1983, Dédéyan ganó el Premio Biguet de la Academia Francesa por su "Histoire des Arméniens".
Su padre fue el también profesor Charles Dédéyan.

## Publicaciones
- Gérard Dédéyan, Les pouvoirs arméniens dans le Proche-Orient Méditerranéen (1068-1144) 5 vol., Tesis doctoral, París 1, 1990 OCLC 490070319    .
- Smbat le Connétable, introducción, traducción y notas de Gérard Dédéyan, La Chronique atribuée au connétable Smbat, Geuthner, París, 1980 OCLC 9944662.
- Gérard Dédéyan, Les Arméniens, histoire d'une chrétienté, Privat, Toulouse, 1990 ISBN 978-2708953567.
- Gérard Dédéyan et al. Arménie : 3000 ans d'histoire, Éditions Faton, col. «Les Dossiers d'archéologie», N.° 177, Dijon, 1992 OCLC 233995529.
- Gérard Dédéyan, Jacques Le Goff, La Méditerranée au temps de saint Louis, coloquio de d'Aigues-Mortes, 25 y 26 de abril de 1997, Ed. du SIVOM d'Aigues-Mortes, 2001 ISBN 978-2951646704.
- Gérard Dédéyan (dir.), Les Arméniens entre Grecs, Musulmans et Croisés : étude sur les pouvoirs arméniens dans le Proche-Orient méditerranéen (1068–1150), 2 vol., Fundação Calouste Gulbenkian, Lisboa, 2003 OCLC 62347720.
- Gérard Dédéyan (dir.), Histoire du peuple arménien, Toulouse, Ed. Privat, 2007 (1º ed. 1982), 991 p. ISBN 978-2-7089-6874-5.
- Isabelle Augé, Gérard Dédéyan (dir.), L'Église arménienne entre Grecs et Latins   : fin XIe milieu Ve, Geuthner, París, 2009 ISBN 978-2705338183.
- Gérard Dédéyan, Karam Rizk (dir.), Le comté de Tripoli : État multiculturel et multiconfessionnel, 1102–1289, actes des journées d'études, Universidad del Santo Espíritu de Kaslik, Líbano, diciembre de 2002, Geuthner, París, 2010 ISBN 978-2705338398.
- Alphonse Cillière (presentado por Gérard Dédéyan, Claire Mouradian e Yves Ternon ), 1895 - Massacres d'Arméniens, Privat, col. «Témoignages pour l'histoire», Toulouse, 2010 ISBN 978-2-7089-6897-4.
- Gérard Dédéyan, Carol Iancu, (dir.), Du génocide des arméniens à la Shoah : Typologie des massacres du XXe siècle, Privat, coll. «Regards sur l'histoire» Toulouse, 2015, 640p. ISBN 978-2-7089-6955-1.